# 시멘트질

시멘트질은 치수를 덮고 있는 막이다

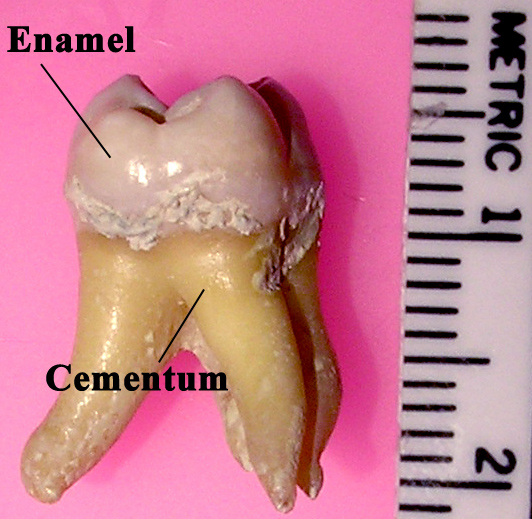
법랑질(Enamel)과 시멘트질(Cementum)

시멘트질(-質, Cementum)은 치아를 구성하는 경조직의 하나로, 치근 주위의 상아질을 덮는 조직, 백악질(白堊質)이라고도 한다. 뼈조직과 유사한 성분을 가지며, 유기질이 풍부하다(35~37%). 시멘트질에는 시멘트세포가 채워져 있으며, 또한 콜라겐 섬유인 샤피섬유가 들어가 있어 치아를 턱뼈에 강하게 결합시키고 있다. 시멘트질은 치수가 활동하지 않아도 생활반응이 있으며, 치아가 탈락하는 경우는 없다.

## 기능
치아를 턱뼈에 고정시키는 구실을 한다. 치근막의 섬유는 뻗어나 시멘트질 안에까지 들어가 있다. 치주인대에 정상적인 자극을 가하면, 치조골과 시멘트질을 생성한다. 시멘트질은 외부로부터의 충격을 골고루 치조골에 분산하는 역할을 한다. 치아뿌리 주위에 만성 염증이 있으면 시멘트질이 증식하는 경우가 많다.

## 구조
치아뿌리를 덮고 있다. 치주인대의 한쪽 끝이 여기에 박혀 있고, 다른 쪽 끝은 치조골쪽에 박혀 있다. 현미경소견으로는 샤페이 섬유가 방사상으로 관통하여 치조골(齒槽骨)에 이르고 마치 치조중에 이를 쿡쿡 찌르고 있는 것과 같은 형태로 되어 있다.

## 같이 보기
- 법랑질
- 상아질

## 참고 문헌
- 간호학대사전, 대한간호학회, 1996, 한국사전연구사